# Les Escaldes

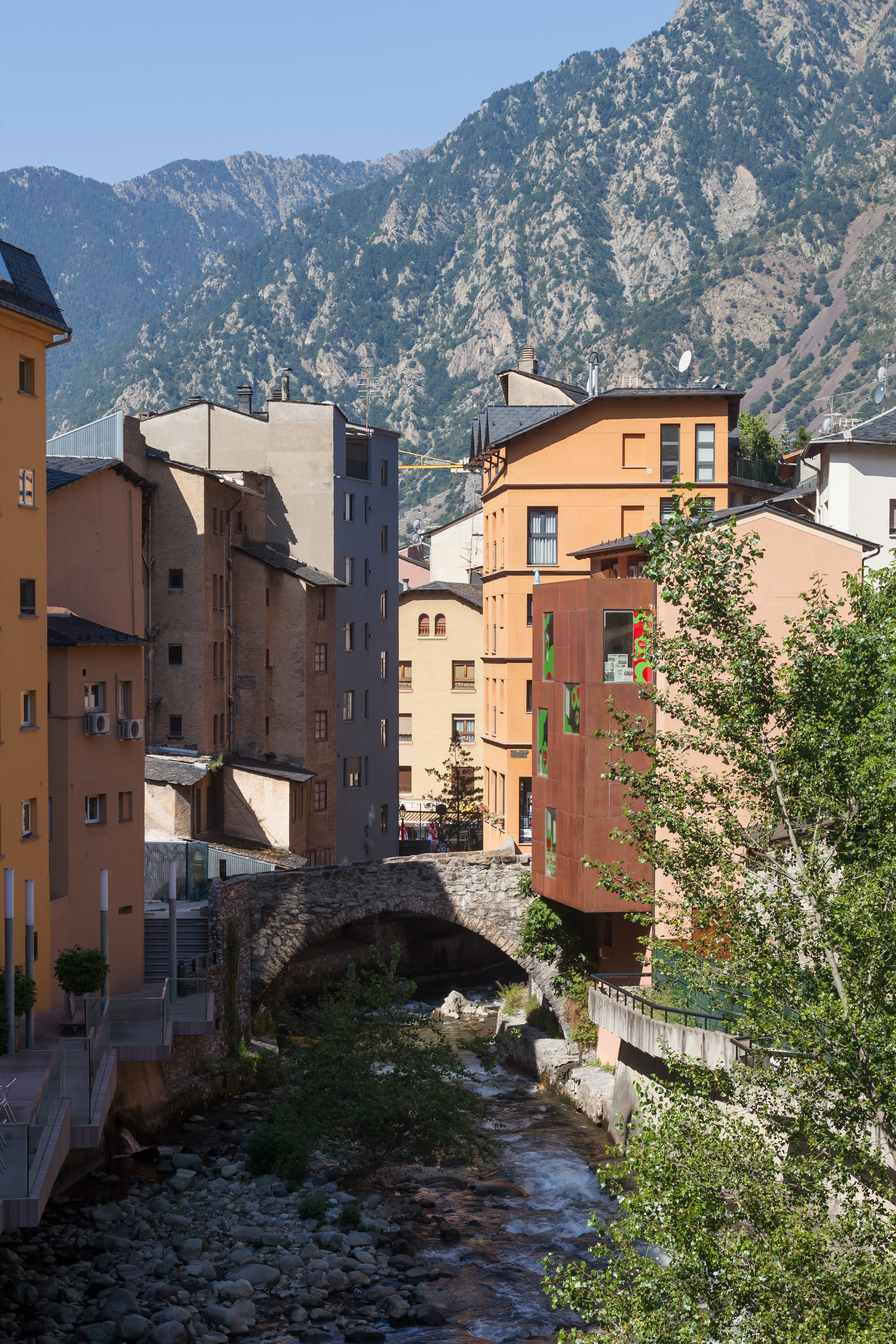
Riu Valira in Escaldes

Les Escaldes ist ein Ort in der Nähe der Hauptstadt Andorra la Vella im Fürstentum Andorra. 

## Toponym
Der Name Les Escaldes kommt von den zahlreichen heißen Quellen, in denen schwefel- und stickstoffhaltiges Wasser bei Temperaturen zwischen 22 °C und 66 °C  an die Oberfläche tritt.

## Lage
Les Escaldes liegt knapp zwei Kilometer östlich von Andorra la Vella in einer Höhe von ca. 1053 Metern ü. d. M.; im Ort vereinigen sich die beiden Quellflüsse des Riu Valira.

## Bevölkerung und Wirtschaft
Die Mehrheit der Bevölkerung besteht aus Katalanen. Die offizielle Sprache ist katalanisch. Les Escaldes gehört zur Parroquia Escaldes-Engordany. Die heißen Quellen wurden schon von den Römern für heiltherapeutische Zwecke genutzt. Im Mittelalter produzierten mehrere Zünfte gewebte Stoffe für Schirme etc. Das heutige Thermalbad ist von touristischer und wirtschaftlicher Bedeutung für das gesamte Fürstentum und zugleich das Wahrzeichen von Les Escaldes. Die meisten Besucher des Ortes sind Tagestouristen aus Spanien und Frankreich.

## Sonstiges
Die Gegend ist auch für ihren traditionellen Tanz, den Santa Anna bekannt.